# Vostotjnyjeöarna

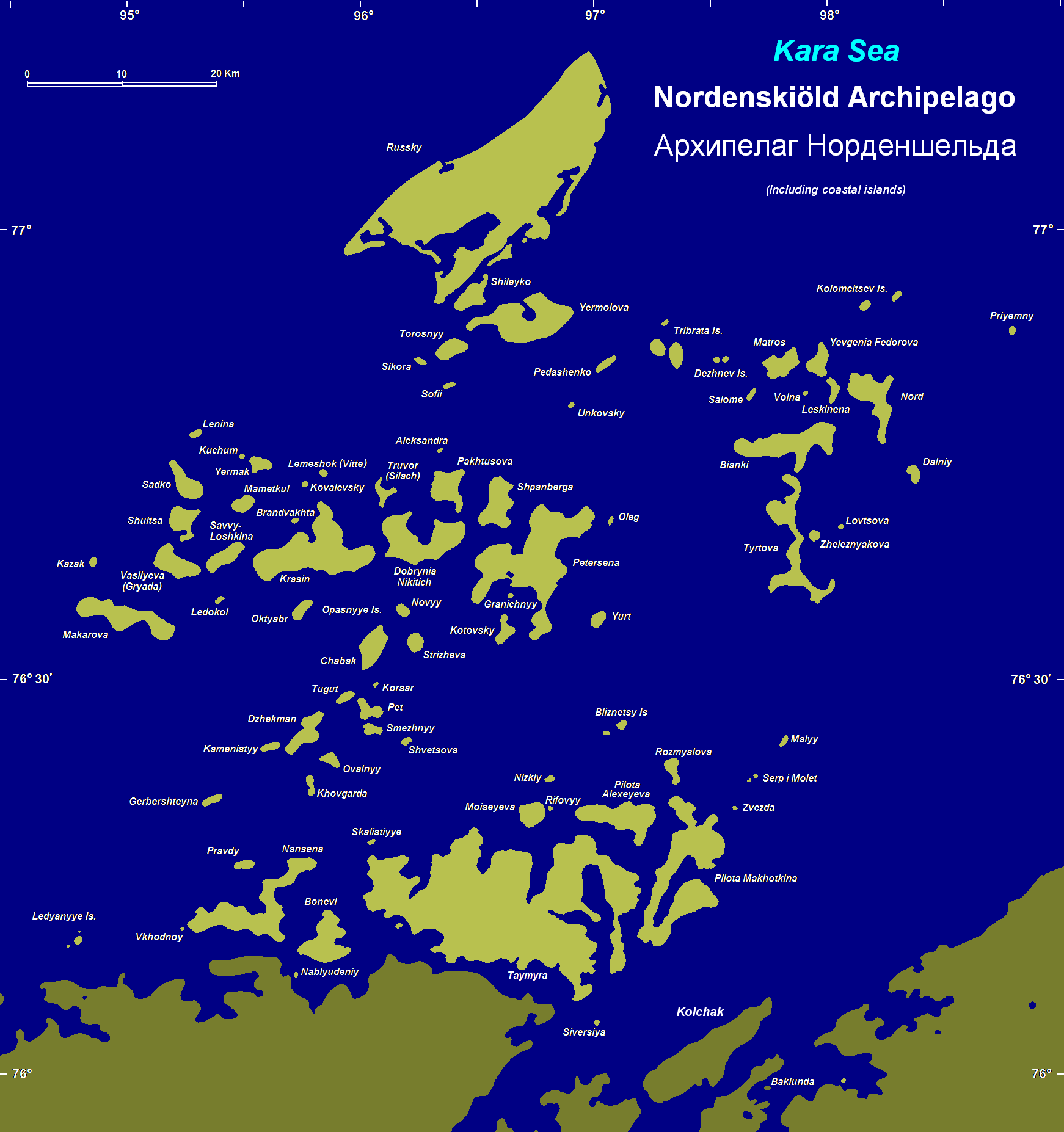
Nordenskiöldöarna

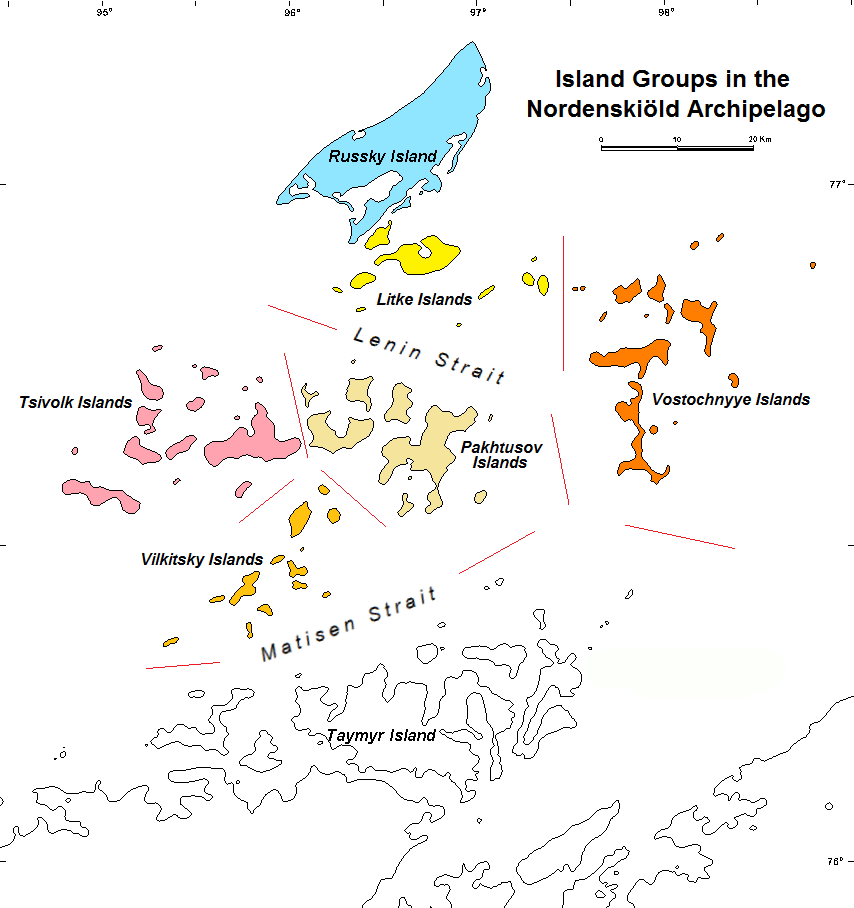
Områdeskarta

Vostotjnyjeöarna (ryska: Восточные острова, Ostrova Vostotjnyje, "Östra öarna") är en ögrupp bland Nordenskiöldöarna i Norra ishavet.

## Historia
Nordenskiöldöarna upptäcktes 1740 av ryske sjöofficerarna Nikifor Tjekin och Semjon Tjeljuskin under en stor forskningsexpedition åren 1733 till 1743 genom den östra delen av sibiriska ishavskusten under Vitus Bering.
I september 1878 seglade svenske Adolf Erik Nordenskiöld igenom området under Vegaexpeditionen med fartyget Vega och upptäckte då Tajmyrön.
1893 utforskades öarna lite av norske Fridtjof Nansen under dennes expedition i området med fartyget Fram.
1900 utforskades och kartlades området av ryske Fjodor Andrejevitj Matisen under den stora ryska polarexpeditionen under ledning av balttyske upptäcktsresande Eduard Toll och Alexander Bunge med fartyget Zarja.
Under 1900-talet genomfördes även flera forskningsresor med hjälp av isbrytare i området.
Den 11 maj 1993 inrättades det 41 692 km² stora naturreservatet Bolsjoj Arktitjeskij gosudarstvennyj prirodnyj zapovednik (Stora arktiska naturreservatet) där hela Nordenskiöldöarna ingår.

## Geografi
Vostotjnyjeöarna ligger cirka 3 300 kilometer nordöst om Moskva, utanför Sibiriens nordöstra kust, vid Tajmyrhalvön i Karahavet, och cirka 200 kilometer söder om Severnaja Zemlja. Huvudön Biankiöns geografiska koordinater är 76°44′54″N 97°27′25″Ö / 76.74833°N 97.45694°Ö
Vostotjnjieöarna utgör den östra ögruppen av arkipelagen. De obebodda öarna är av vulkaniskt ursprung och ögruppen omfattar ca 11 öar av varierande storlekar. Öarnas vegetation består av småträd och låga växter då den ligger inom tundran.
De största öarna är:
- Biankiön (Ostrov Bianki), huvudön, i den mellersta delen av området.
- Tyrtovön (Ostrov Tyrtova) i den södra delen
- Nordön (Ostrov Nord) i den östra delen
- Matrosön (Ostrov Matros) i den norra delen
- Jevgenija Fjodorovaön (Ostrov Jevgenija Fjodorova) i den norra delen

Förvaltningsmässigt ingår området i den ryska provinsen Krasnojarsk kraj.